# Serut (Boyolangu)
Serut is een bestuurslaag in het regentschap Tulungagung van de provincie Oost-Java, Indonesië. Serut telt 6760 inwoners (volkstelling 2010).